# Quercus prinoides
Quercus prinoides — вид рослин з родини Букові (Fagaceae); поширений у Канаді й США.

## Опис
Це кущ або досить невелике дерево, що досягає максимальної висоти 7.6 м. Кора білувата або сіра, тонка, луската, зморщена. Гілочки коричневі, стають сірими. Бруньки коричневі, круглясті, загострені. Листки 7–15 × 2.5–6 см, від овальних до ланцетних; верхівка загострена; основа клиноподібна; край цілий із загостреними зубами; блискуче зелені, без волосся зверху й трохи запушені знизу; ніжки листків 1–1.5 см завдовжки. Жолуді завдовжки 1.8–2.7 см, 1–1.2 см у діаметрі; поодинокі або в парі; сидячі або іноді на ніжці довжиною 3–8 мм; чашечка діаметром 1.2–1.3 охоплює 1/4–1/3 горіха. Листопадна рослина.
Період цвітіння: весна.

## Середовище проживання
Поширений на південному сході Онтаріо (Канада), у центральних і східних частинах США.
Місце проживання складається з сухих кам’янистих ґрунтів, таких як піщаник або сланцеві відслонення, пов'язані з дубово-сосновими типами; висота: 0–500 м.

## Використання
Нема інформації.

## Загрози
Основною загрозою для Q. prinoides є зміна клімату.

## Галерея

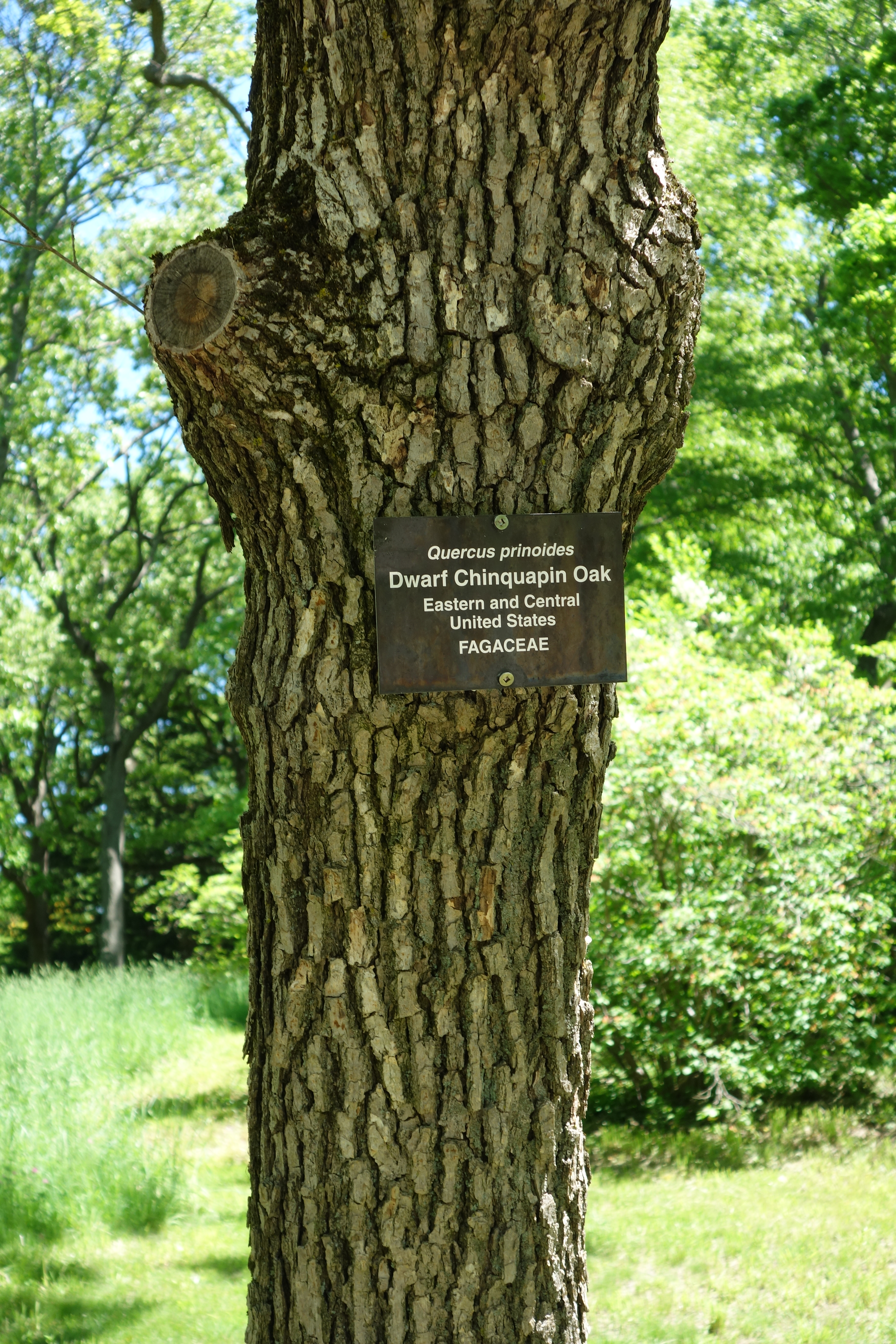
стовбур
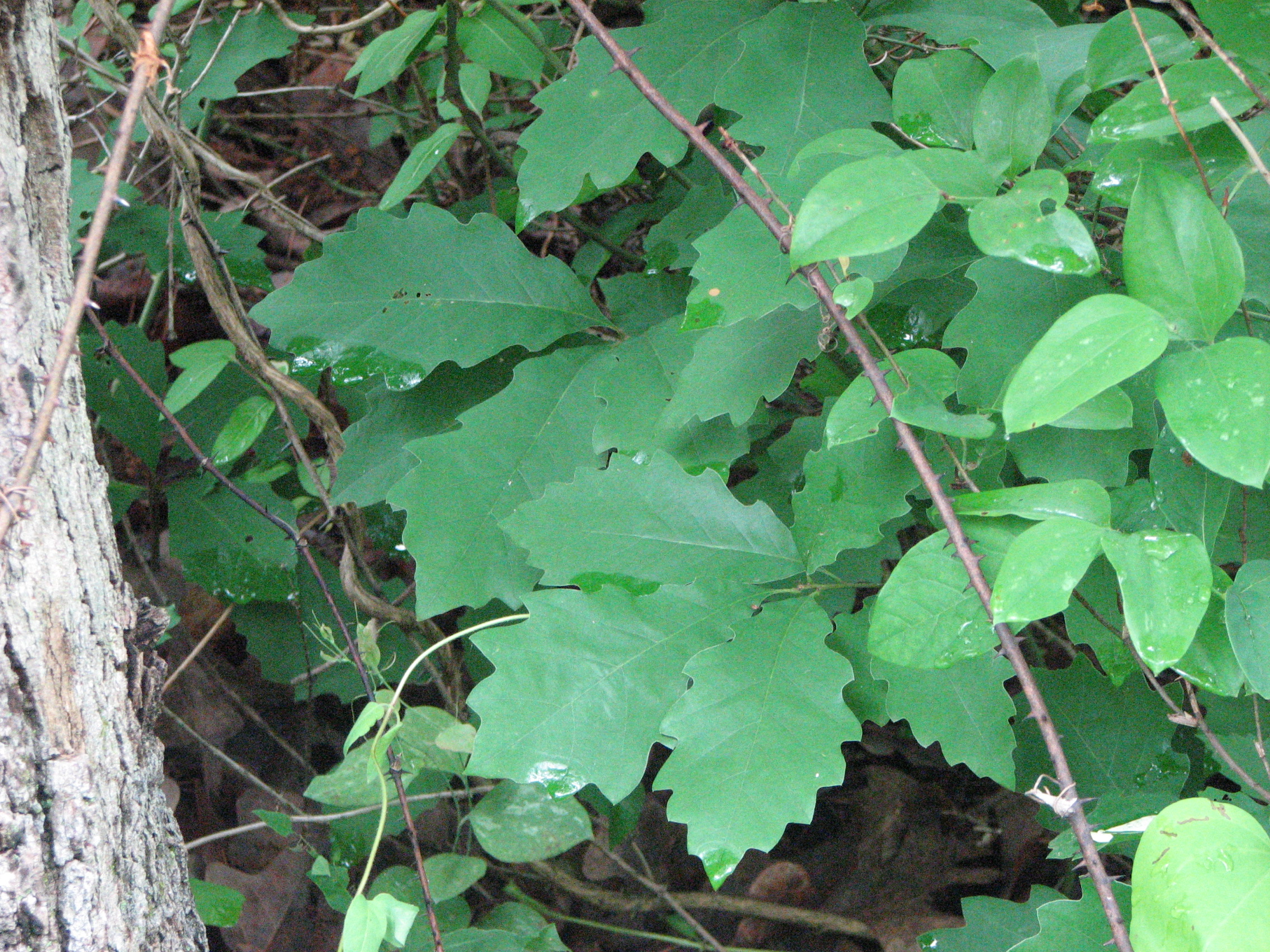
листя
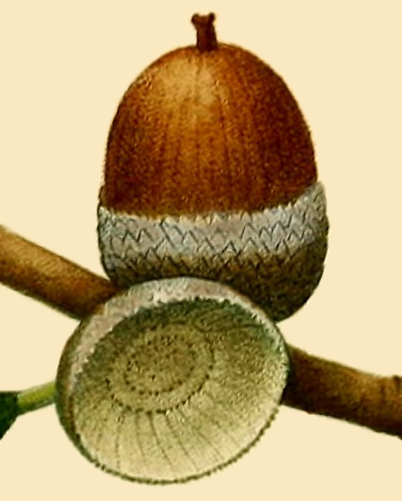
жолудь
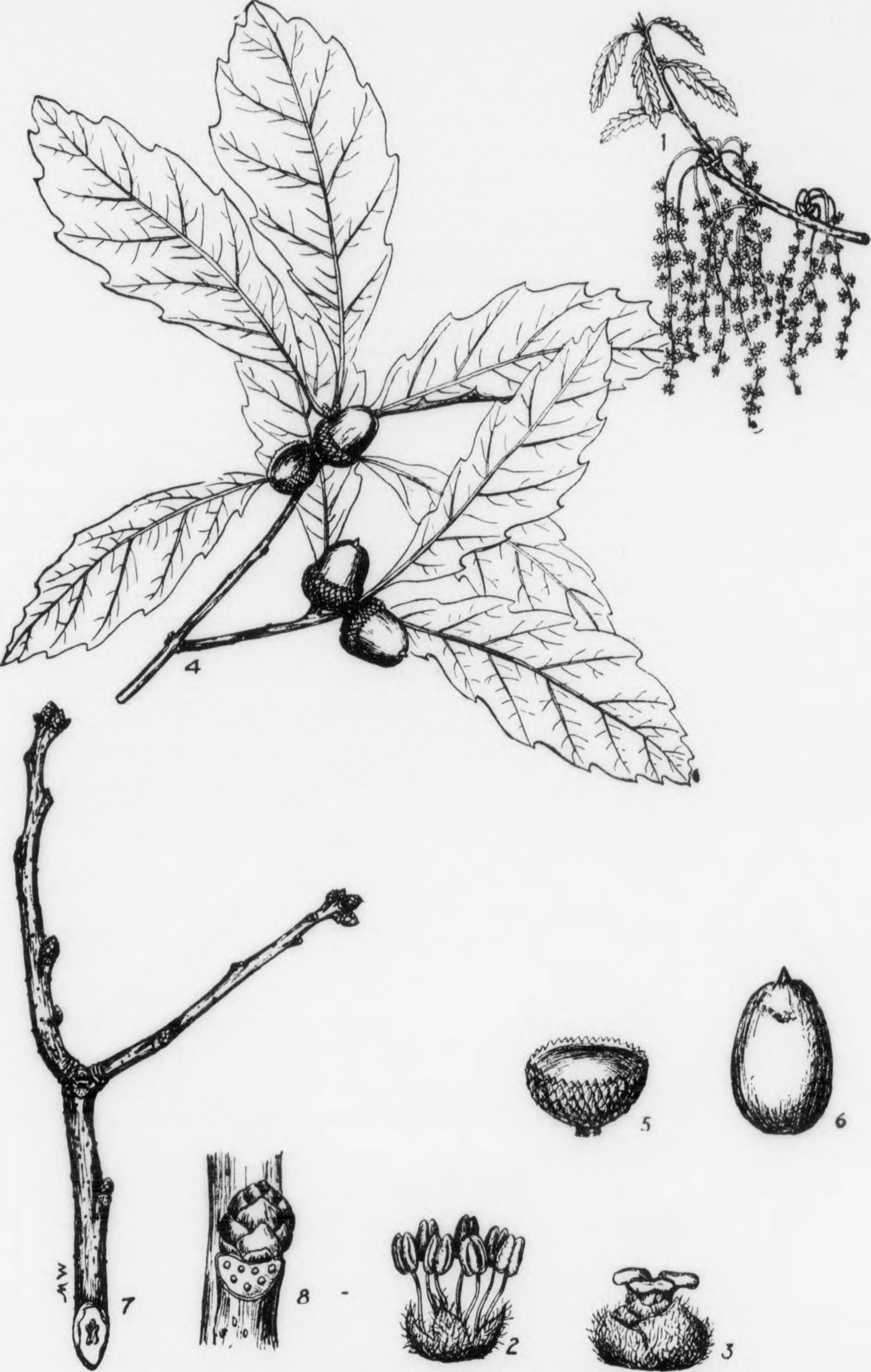
ілюстрація